# Ну, погоди! (выпуск 8)
Ну, погоди! (выпуск 8) — восьмой мультипликационный фильм из серии «Ну, погоди!».

## Сюжет
На зимней базе отдыха в горах Волк катается на лыжах, а затем – танцует с Зайцем на коньках.
Новый год. Волк и Заяц участвуют в маскараде, поют новогоднюю песню в костюмах Деда Мороза (Заяц) и Снегурочки (Волк); ездят на самокатах, ходят на ходулях и прыгают в мешках на аттракционе «Догони»; катаются на канатной дороге.
В итоге Волк попадает в лавину, от которой спасается, схватившись за дерево.

## Создатели
| Авторы сценария           | Александр Курляндский, Аркадий Хайт                                                           |
| Режиссёр                  | Вячеслав Котёночкин                                                                           |
| Художник-постановщик      | Светозар Русаков                                                                              |
| Оператор                  | Светлана Кощеева (в титрах — С. Кащеева)                                                      |
| Звукооператор             | Георгий Мартынюк                                                                              |
| Музыкальное оформление    | Инна Липскерова                                                                               |
| Ассистент режиссёра       | Елена Туранова                                                                                |
| Ассистент художника       | Владимир Морозов                                                                              |
| Монтажёр                  | Маргарита Михеева                                                                             |
| Художники-мультипликаторы | Виктор Арсентьев, Олег Комаров, Владимир Арбеков, Юрий Бутырин, Валерий Угаров, Алексей Букин |
| Роли озвучивали           | Анатолий Папанов — Волк, Клара Румянова — Заяц                                                |
| «Новогодняя песенка»      | музыка Геннадия Гладкова стихи Юрия Энтина                                                    |
| Редактор                  | Аркадий Снесарев                                                                              |
| Директор картины          | Фёдор Иванов                                                                                  |

## Использованные мелодии
- Концертный эстрадный ансамбль. Дирижёр Г. Гаранян — «Джон Грей» (М. Блантер);
- Alfred Hause and his Tango Orchestra — «La Cumparsita» (Rodriguez);
- «Drahtkommoden-Dixie» (Ало Колл), аранжировка И. Липскеровой;
- Танцевальный оркестр Берлинского радио п. у. Гюнтера Голлаша — «Джокер» (Арндт Баузе);
- Herb Alpert and the Tijuana Brass — «A Banda» (Chico Buarque De Hollanda);
- Ансамбль «Мелодия». Руководители Г. Гаранян и В. Чижик — «Ходит песенка по кругу» (О. Фельцман, аранжировка Г. Гараняна).

Специально для мультфильма Геннадием Гладковым и Юрием Энтиным была написана «Песенка Деда Мороза и Снегурочки», которую исполнили Анатолий Папанов, Клара Румянова и инструментальный ансамбль «Мелодия».
Некоторые из вышеупомянутых мелодий, особенно «Песенка Деда Мороза и Снегурочки», были выпущены фирмой «Мелодия» на детских пластинках, бобинах и аудиокассетах «Свема». В 1990-е годы песня перевыпущена в других сборниках другими фирмами, таких как «Твик Лирек», детское издательство «Два Жирафа» (В сборнике «Радионяня. Лучшие песни») и других, на аудиокассетах и компакт-дисках, а с 1999 года — на дисках MP3, позже WMA.
В эпизоде с титрами звучит неизменная музыкальная композиция «Водные лыжи» Тамаша Деака в исполнении вокального ансамбля «Гармония» и инструментального ансамбля «Деак».

## Производство
Планируя новогоднюю песню и заказывая стихи Энтину, Котёночкин подробно описал ему каждый кадр, и сказал, что песня должна звучать ровно одну минуту и тридцать восемь секунд, что вызвало у поэта недоумение, и испуг.

## Награды
- 1975 — VIII ВКФ, Кишинёв — входил в программу студии «Союзмультфильм», признанную лучшей программой.